# Paul de Noailles

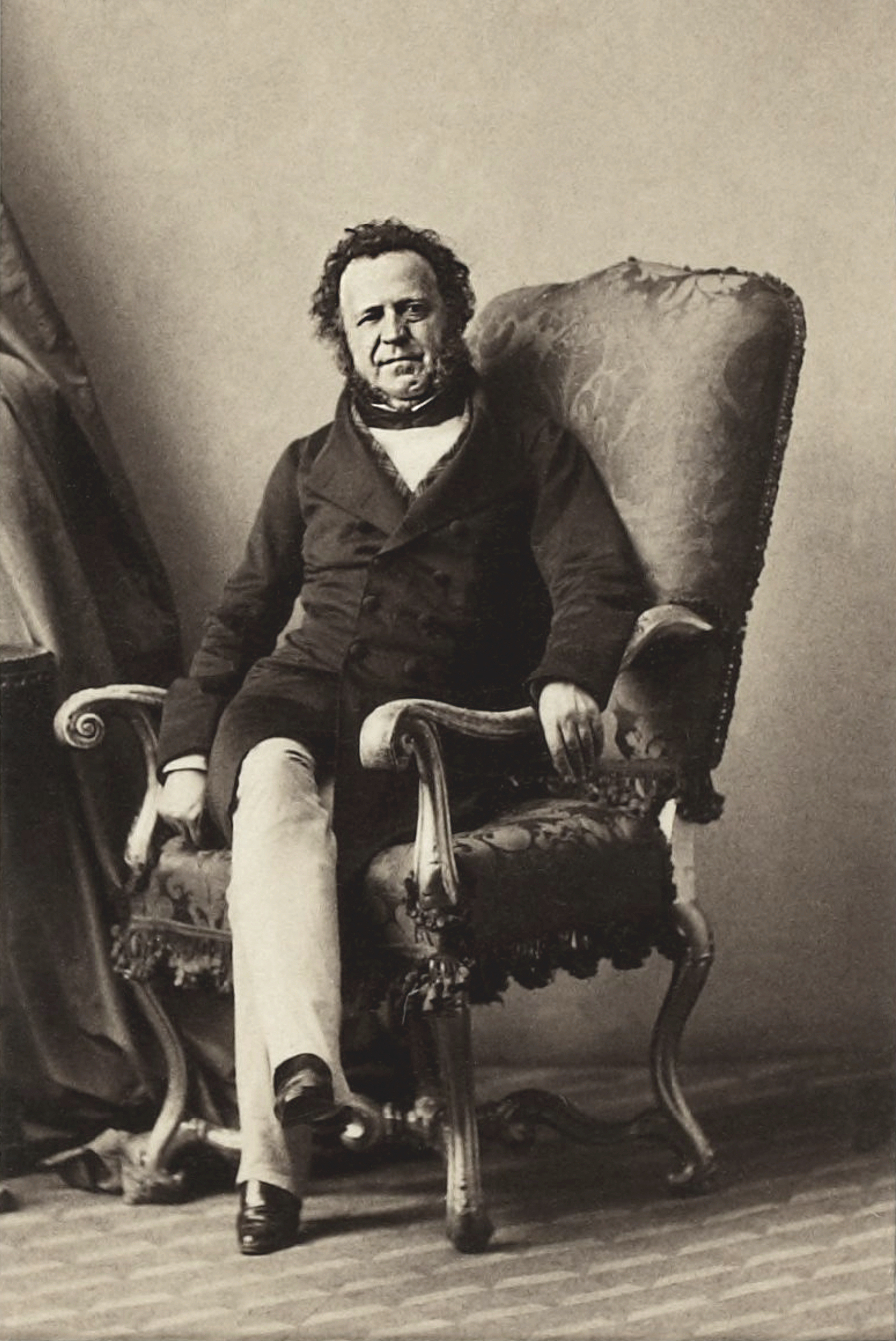
Paul de Noailles

Paul de Noailles, (6.) Herzog von Noailles (* 4. Januar 1802 in Paris; † 30. Mai 1885 ebenda) war ein französischer Staatsmann und Historiker.
Er stammt aus dem alten französischen Adelsgeschlecht Noailles, das seit dem 16. Jahrhundert bedeutende französische Persönlichkeiten hervorgebracht hat.

## Leben
Paul erbte 1824 die Titel und Pairie seines Großonkels Louis-François-Paul de Noailles (1739–1824). 1827 trat er in die Pairskammer ein, dort zählte er zu den Legitimisten. Auch als Geschichtsschreiber machte er sich bekannt. Er wurde 1849 auf dem Platz Chateaubriands, dessen Freund und Vertrauter er war und der ihn auch vorschlug, zum Mitglied der Akademie gewählt.

## Familie
Er heiratete am 5. Februar 1823 Alice de Rochechouart (1800–1887), eine Tochter von Victurnien de Rochechouart, 8. Herzog von Mortemart, mit der er drei Kinder hatte:
1. Pauline Victurnienne de Noailles (* 1824; † 4. April 1844) war eine Schülerin von Frédéric Chopin, der „Mademoiselle Pauline de Noailles“ seine Ballade Nr. 3 As-Dur op. 47 widmete, die 1841 bei Maurice Schlesinger erschien. Am 20. Juni 1842 heiratete sie Marie Joseph Victor Maurice, Comte de Noailles.[1]
2. Jules-Charles-Victurnien de Noailles, 7. Herzog von Noailles.
3. Emmanuel-Henri-Victurnien de Noailles, Marquis de Noailles.[2]

## Werke
Er schrieb eine Histoire de Madame de Maintenon (Paris 1848–58, 4 Bände) und Histoire de la maison St-Cyr (2. Aufl. 1856).